# Joaquim Sitjas i Pausas
Joaquim Sitjas i Pausas   (Barcelona, 17 de desembre de 1844 - Barcelona, 24 de desembre de 1900) va ser un mestre d'obres i agrimensor català.
Va néixer el 17 de desembre de 1844 al carrer de Ripoll, 23, de Barcelona. Fill de Josep Sitjas i Cortès, sabater natural de Terrassa, i de la barcelonina Rosa Pausas i Llopis.
Es va titular com a mestre d'obres i agrimensor el maig de 1865 i el novembre de 1867, respectivament, per l'Escola de Belles Arts de Barcelona. La seva activitat està documentada entre 1870 i 1900. Va projectar diverses obres particulars a Gràcia, Sant Gervasi de Cassoles i Badalona, on va projectar el panteó de Martí Codina del cementiri del Sant Crist. També va treballar per a Eusebi Güell en l'ampliació de la masia de la Quadra de Garraf.
En l'àmbit personal, va casar-se amb Josepa Torres i Español. Va morir el 24 de desembre del 1900 al carrer del Carme, 77, de Barcelona.